# Владикавказская мужская прогимназия
Владикавказская мужская прогимназия — памятник архитектуры во Владикавказе, Северная Осетия. Выявленный объект культурного наследия России и культурного наследия Северной Осетии. С 2022 года — объект культурного наследия регионального значения под наименованием «Жилой дом Н. Политовского». Находится в исторической части города на улице Миллера, д. 29.

## История
Двухэтажное здание из красного кирпича в стиле модерн построено в 1862 году. Архитектор неизвестен.
В прогимназии учились известные осетинские деятели: просветитель Иорам Хурумов (в 1860-е годы), поэт Коста Хетагуров (1869—1871), писатель и общественный деятель Батырбек Туганов (1876—1880). В 1869—1870 годах в прогимназии преподавал кавказовед Владимир Пфаф.
В 1897 году на Александровском переулке было построено новое здание 1-го реального училища и ученики прогимназии были переведены в это учебное заведение и прогимназия была закрыта. До 1911 года в здании находилась почтово-телеграфная контора.
В 1957 году на здании была установлена мемориальная доска Коста Хетагурову и в 1989 году — мемориальная доска Алихану Ардасенову (автор: скульптор Маирбек Царикаев).
В советское время в здании был открыт торгово-экономический техникум. До 2021 года назывался Владикавказским торгово-экономическим техникумом.

## Галерея
- Мемориальная доска Коста Хетагурову
- Мемориальная доска Алихану Ардасенову